# Муйтус-Капойнс
Муйтус-Капойнс (порт. Muitos Capões)  —  муниципалитет в Бразилии, входит в штат Риу-Гранди-ду-Сул. Составная часть мезорегиона Северо-восток штата Риу-Гранди-ду-Сул. Входит в экономико-статистический  микрорегион Вакария. Население составляет 3094 человека на 2006 год. Занимает площадь 1 193,131 км². Плотность населения — 2,6 чел./км².

## Статистика
- Валовой внутренний продукт на 2003 составляет 181.041.423,00 реалов (данные: Бразильский институт географии и статистики).
- Валовой внутренний продукт на душу населения на 2003 составляет 60.548,97 реалов (данные: Бразильский институт географии и статистики).
- Индекс развития человеческого потенциала на 2000 составляет 0,748 (данные: Программа развития ООН).